# Apiocera philippii
Apiocera philippii is een vliegensoort uit de familie Apioceridae. De wetenschappelijke naam van de soort is voor het eerst geldig gepubliceerd in 1924 door Brethes.
De soort komt voor in Chili.